# Landgöding
Der Landgöding war ein Obermarkengericht, das bei Streitigkeiten über Grenzen, Erbschaften und Abgaben etc. entschied. Der Name Landgöding findet sich vorwiegend im ehemaligen Venkigau und Hasegau. So finden sich in und um Osnabrück noch einige Straßen, die so heißen. In dem Begriff ist das Grundwort -ding, -thing enthalten.
Ein Thing (auch Ding) fand bei den Sachsen unter Vorsitz des Stammes- oder Sippenoberhaupts unter freiem Himmel, oft unter Linden und stets am Tag statt (daher Tagung). Es soll drei Tage gedauert haben. Mit der Eröffnung der Versammlung wurde der Thingfriede ausgerufen. Der Ort oder Platz, an dem eine solche Versammlung abgehalten wurde, hieß Thingplatz oder Thingstätte und wurde oft an einem etwas erhöhten Punkt angelegt.
Nach Tacitus wurden am ersten Tag der Zusammenkunft unter starkem Alkoholkonsum wichtige Dinge besprochen. Beschlüsse wurden dagegen erst am nächsten Tag in nüchternem Zustand gefasst. Dieses Vorgehen hatte Tacitus zufolge den Vorteil, dass am ersten Tag die Teilnehmer leichter mit „freier Zunge“ redeten.
In fränkischer Zeit blieb von der ursprünglichen Bedeutung nur noch das Gerichtswesen übrig. Um die Akzeptanz der neuen Ordnung und der sie legitimierenden christlichen Kirche zu erhöhen, wurden zahlreiche Kirchengebäude von den Franken an traditionellen Thingstätten (Dingstätten) errichtet. Die mittelalterlichen Markgenossenschaften, welche aus der fränkischen Zeit stammten und oftmals bis ins 19. Jahrhundert existierten, nannten ihre jährlichen Versammlungen Märkerding oder Wahlding (auch Waalding).
Die Namensungleichheit deutet darauf hin, dass der Landgöding bereits vor der Christianisierung durch die Franken bei den hier lebenden Sachsen durchgeführt wurde. In der Bauerschaft Lohe (ehemals zu Thuine gehörig, heute Freren) bestand ein Landgöding, ein Gericht, das bei Streitigkeiten über Grenzen, Erbschaften und Abgaben zu entscheiden hatte. Zwistigkeiten zwischen den einzelnen Marken wurden vom Landgöding entschieden. Die Gerichtsherren, die am Landgöding teilnahmen, hießen Sattelfreie, weil sie für den Landesherren stets ein Reitpferd bereithalten mussten, welches dieser abfordern konnte. Im Übrigen waren sie aber frei. Ob der gleiche Ablauf wie bei dem großen Thing stattfand, kann nicht mehr eruiert werden.